# 741

## Decese
- 18 iunie: Leon al III-lea Isauricul, împărat bizantin din 717 și  întemeietorul dinastiei Isauriene (n. 675)

- 22 octombrie: Carol Martel, majordom și duce al francilor (având atribuțiile unui rege), extinzându-și puterea asupra Neustriei, Austrasiei și Burgundiei (n. 688)